# Hellboy en Enfer
Hellboy en Enfer est une série de comics mettant en scène Hellboy, écrite et dessinée par Mike Mignola. Elle est parue chez Dark Horse et traduite par Delcourt en France dans  la collection « Contrebande ».

## Histoire
Après son combat contre Nimue dans le volume "L'Ultime Tempête", Hellboy meurt et descend dans les limbes.
Il y est accueilli par Eligos, Duc et Chevalier de l'Ordre de la Mouche qui avait été tué par Hellboy dans le volume La Grande Battue. Eligos cherche à se venger du héros cornu, mais est fait prisonnier par Edward Grey, venu prêter main-forte à Hellboy avec l'accord de Baba Yaga.
Guidé jusqu'à Pandémonium par un être mystérieux, il y découvre son héritage si souvent rejeté : son trône, sa couronne, l'épée de son père, son anneau royal. Il est ensuite mené jusqu'à sa maison natale, où il est projeté dans les enfers de 1617, et assiste à sa propre naissance.
Il retrouve également son oncle, qui lui explique que, à la suite de sa naissance, les Anges de la destruction sont intervenus et ont fait emprisonner vivant son père, Azzael. Constatant que Hellboy reste fidèle à l'Humanité, Astaroth lance Gamon et Scheming Lusk -les frères de Hellboy- contre lui, offrant sa main droite à celui qui le tuerait. En plein combat, les trois démons sont avalés par Léviathan.
Hellboy apprend ensuite qu'il est descendu tuer Satan, alors qu'il n'en garde aucun souvenir.
Ceci lui est confirmé par Edward Grey, qui raconte à Hellboy ses dernières années, alors qu'il avait quitté le service de la Couronne britannique. À partir de 1889, il a surveillé la Confrérie Héloipique de Râ, et en 1916 les a empêchés d'invoquer Amdusias, Duc des enfers. En repartant dans les limbes, le démon emporta toutefois Witchfinder avec lui, le démembrant et le condamnant à vivre éternellement...
Ailleurs aux enfers, Hellboy aide un ancien soldat, qui avait fait un pacte avec un diable, à conserver son âme. Pour cela, ils sont aidés par la grand-mère du démon, qui les cache dans une théière.

## Analyse
Hellboy en Enfer voit l'arrivée d'Anung Un Rama en enfer, ce qui était la conclusion envisagée dès le début de l'arc initié avec "L'Appel des ténèbres"; Mignola souhaitait en faire une histoire courte plutôt qu'une nouvelle longue épopée. Cette série marque le retour de Mike Mignola au dessin, alors qu'il avait depuis longtemps confié les illustrations de sa série principale à Duncan Fegredo. Il note que son style, qui est devenu plus minimaliste au cours du temps, n'est pas lié à une facilité graphique ou une urgence liée à la charge de travail, mais que cela répond à un enjeu de narration, de composition, et de rythme.
Plusieurs axes de l'histoire se poursuivent et se concluent dans la série BPRD : Un Mal bien connu, et Sir Edward Grey : Acheron.
Le travail de Dave Stewart sur la couleur est réalisé en étroite collaboration avec le scénariste et dessinateur; pour cette nouvelle histoire, ils ont souhaité perdre la couleur rouge du héros pour le faire correspondre à son nouvel environnement, dans un style spectral, plus sombre.

## Parutions

### Version originale
- Hellboy in Hell Volume 1: The Descent (TPB, mars 2014, #1-#5,  (ISBN 1-61655-444-4))
- Hellboy in Hell Volume 2: The Death Card (TPB, octobre 2016, #6-10,  (ISBN 1-50670-113-2))

### Version française

#### Delcourt
Tous les albums font partie de la collection « Contrebande ».
- 1 Secrets de Famille, avril 2014
Scénario et dessin : Mike Mignola - Couleurs : Dave Stewart - (ISBN 978-2-7560-4816-1)
- 1 (édition spéciale) Secrets de Famille, janvier 2014
Scénario et dessin : Mike Mignola - Couleurs : Dave Stewart - (ISBN 978-2-7560-5015-7)
- 2 La Carte de la Mort, novembre 2016
Scénario : Mike Mignola, Tod Mignola - Dessin : Mike Mignola - Couleurs : Dave Stewart - (ISBN 978-2-7560-6983-8)
- 2 (édition spéciale) La Carte de la Mort, juin 2017
Scénario : Mike Mignola, Tod Mignola - Dessin : Mike Mignola - Couleurs : Dave Stewart - (ISBN 978-2-7560-9748-0)